# Bachue Corona
Bachue Corona est une corona, formation géologique en forme de couronne, située sur la planète Vénus par 73,3° N et 261,4° E. Elle est localisée dans le quadrangle de Metis Mons. Elle a été nommée en référence à Bachue, déesse Chibcha (Colombie) de la fertilité. 

## Géographie et géologie
Bachue Corona couvre une surface circulaire d'environ 463 km de diamètre. Cette formation fait partie des 59 coronae de plus de 400 km de diamètre sur la surface de Vénus.